# Elisabeth Merk
Elisabeth Merk (* 1963 in Regensburg) ist eine deutsche Architektin, Stadtplanerin und seit 2007 Stadtbaurätin der Landeshauptstadt München.

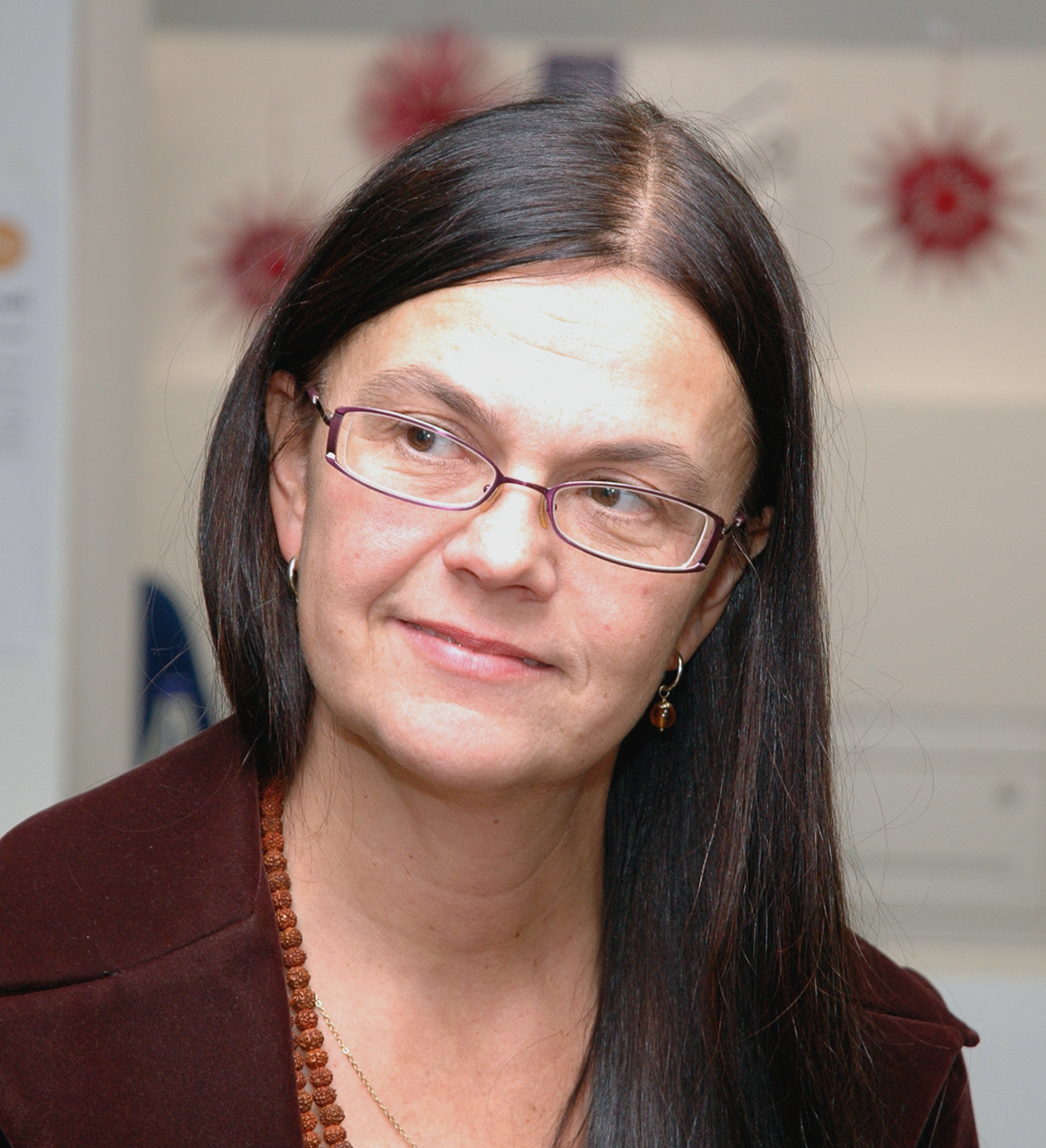
Elisabeth Merk, 2013

## Werdegang
Elisabeth Merk studierte an der FH Regensburg und war anschließend freiberuflich in Architektur und Denkmalpflege tätig. Sie legte ihr Staatsexamen an der Universität Florenz ab und war von 1995 bis 2000 in München und Regensburg verantwortlich für Stadtgestaltung, städtebauliche Denkmalpflege und Sonderprojekte. Danach war sie Leiterin des Fachbereichs Stadtentwicklung und Stadtplanung in Halle (Saale), bevor sie nach ihrer Berufung 2005 bis 2007 eine Professur für Städtebau und Stadtgestaltung an der Hochschule für Technik Stuttgart übernahm. 2007 wurde sie als Nachfolgerin von Christiane Thalgott Stadtbaurätin von München leitet dort das Referat für Stadtplanung und Bauordnung. 2022 wurde Merk in die Deutsche Akademie der Technikwissenschaften (acatech) gewählt.
Elisabeth Merk lehrte als Honorarprofessorin an der Hochschule für Technik Stuttgart und der TU München. Sie wurde 2014 und 2015 als Gastkritikerin von Carlo Baumschlager und Alexander Tochtermann an die Akademie der Bildenden Künste München eingeladen.

## Ehrenämter
Seit 2015 ist sie Präsidentin der Deutschen Akademie für Städtebau und Landesplanung. Neben ihrer Rolle als Beisitzerin im Beirat für Raumentwicklung des Bundesministeriums des Innern, im Bau- und Verkehrsausschuss des Deutschen Städtetages ist sie Mitglied des Bau- und Planungsausschusses des Bayerischen Städtetages, des UNESCO Netzwerkes Conservation of Modern Architecture and Integrated Territorial Urban Conservation, des International Council on Monuments and Sites (ICOMOS), des Vorstands für nationale Stadtentwicklungspolitik sowie im Stiftungsrat der Bundesstiftung Baukultur und des Deutschen Werkbundes.